# سیارک ۶۳۶۵
سیارک ۶۳۶۵ (به انگلیسی: 6365 Nickschneider، نامگذاری:1981ES29) شش هزار و سیصد و شصت و پنجمین سیارک کشف شده‌است که در ۱ مارس ۱۹۸۱ کشف شد.
قدر مطلق سیارک برابر ۳۸.۹ است.